# Estonka v Paříži
Estonka v Paříži (v originále Une Estonienne à Paris) je francouzsko-belgicko-estonský hraný film z roku 2012, který režíroval Ilmar Raag. Snímek měl světovou premiéru na filmovém festivalu v Locarnu dne 4. srpna 2012.

## Děj
Anne žije v Estonsku, kde se stará o svou matku. Když zemře, dostane nabídku, aby se stala pečovatelkou bohaté Pařížanky Fridy. Frida je dcerou estonských rodičů, ale od svých deseti let žije v Paříži a neudržuje mnoho vztahů se svou rodnou zemí původu ani se svými krajany, kteří emigrovali do Francie. Vztah obou žen není jednoduchý. I když Anne projevuje dobrou vůli Fridě pomoci, nezdá se, že by ta její snahu ocenila a téměř neustále si na ni stěžuje. Jediný Fridin přítel je Stéphane, její bývalý milenec, mnohem mladší než ona, kterému darovala bar, který vlastnil její manžel.

## Obsazení
| Jeanne Moreau       | Frida      |
| Laine Mägi          | Anne       |
| Patrick Pineau      | Stéphane   |
| François Beukelaers | Maurice    |
| Corentin Lobet      | Olivier    |
| Claudia Tagbo       | Hooldaja   |
| Ita Ever            | Mare       |
| Helle Kuningas      | Lydia Tamm |
| Tõnu Mikiver        | Endel      |
| Helene Vannari      | Mai        |

## Ocenění
- Mezinárodní festival mladých režisérů v Saint-Jean-de-Luz: cena pro nejlepší herečku (Laine Mägi)